# سامي أونيانجو
سامي أونيانجو (بالإنجليزية: Sammy Onyango) هو لاعب كرة قدم كيني، ولد في 3 مارس 1961 في Migori County ‏ في كينيا، وتوفي في 2 أغسطس 2002 في كيزيمو في كينيا. شارك مع منتخب كينيا لكرة القدم. أما مع النوادي، فقد لعب مع نادي غور مايا.

## وصلات خارجية
- سامي أونيانجو على موقع الاتحاد الدولي (مؤرشف)  (الإنجليزية)
- سامي أونيانجو على موقع قاعدة بيانات كرة القدم.إي يو (الإنجليزية)
- سامي أونيانجو على موقع ناشيونال فوتبول تيمز (الإنجليزية)